# ウエルマート

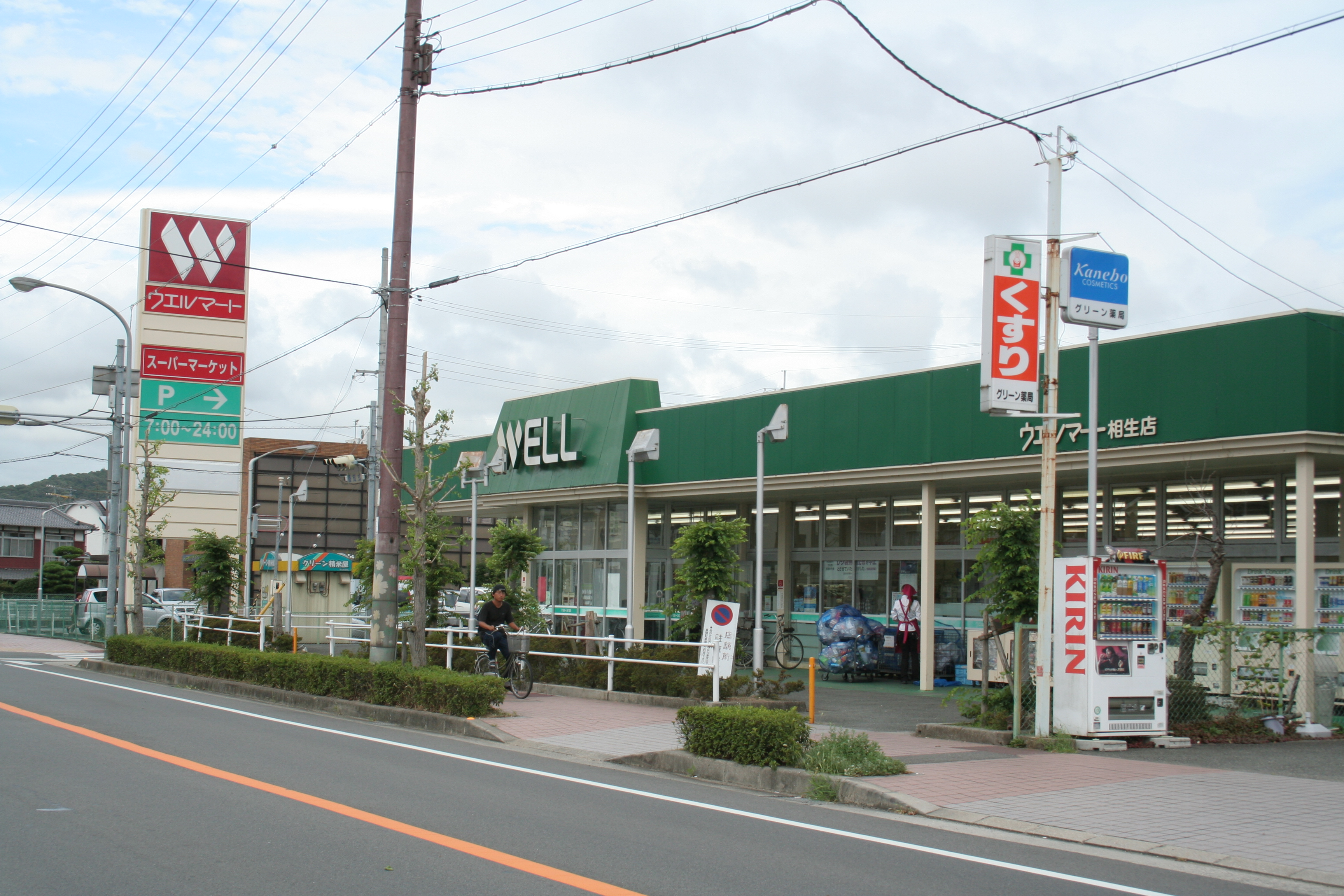
ウエルマート相生店（兵庫県相生市）
マックスバリュ西日本が運営しており、2015年7月時点で兵庫県内で唯一の「ウエルマート」店舗となっていたが、2016年2月に「マックスバリュエクスプレス」に屋号変更した

ウエルマート（英: WELL MART）は、かつて存在したイオングループのスーパーマーケットの店舗ブランド。

## 概説
食品を中心に取り扱っており、かつては、本州各地（東北地方・関東・中部地方・近畿地方・山陽地方）や九州地方など全国17県に展開していた。
また、店舗の看板では、WELLと略されていることが多く、青森県では展開当初はその略称を正式名称として使用していた。

## 歴史
1982年、ジャスコグループ（後のイオングループ）の食品スーパーとして兵庫県姫路市に1号店となる田寺店を開店。
当時存在した大規模小売店舗法（以下、大店法）の制約に縛られない売場面積999平方メートル以下の小規模な店舗であり、更に親会社のジャスコが各県で地場系スーパーのM&Aを進めた結果店舗網が急速に拡大していった。

### 「マックスバリュ」誕生後の動き
しかし、1990年代に大店法規制が緩和し大規模な店舗の出店が可能となった。これに伴い「ウエルマート」のような小型店は役目を終え、ジャスコは1994年10月から新業態「マックスバリュ」の展開を開始。これにより、「ウエルマート」は「マックスバリュ」が掲げる条件に沿う店舗面積が広い店舗や改装に伴って店舗面積を拡大した店舗を中心に屋号変更が進むにつれて店舗数が減り、他社に譲渡・売却されたり、競合店に押されて閉店することも増えていった。
マックスバリュ中部では、2000年10月に5店舗、2001年4月に中型店舗1店舗 を段階的に「マックスバリュ」へ屋号変更した後、2002年4月に小型店舗2店舗が他ブランド（「フレックス」・「アコレ」）の小型店舗と共に独自ブランドである「ミセススマート」へ屋号変更・統一したことで同社運営の「ウエルマート」は消滅。
また、ウエルマート株式会社を前身とするマックスバリュ西日本でも小型店舗（500平方メートル規模の売場面積）を「ウエルマート」として長らく営業してきたが、2014年4月に1店舗を改装に伴って「マックスバリュ」に屋号変更した後、2015年7月に平岡店（兵庫県加古川市）が改装に伴って「マックスバリュ」の派生業態である「マックスバリュエクスプレス」へ屋号変更（元々「マックスバリュエクスプレス」は売場面積1,000平方メートル規模で展開していたが、本店舗が同社が運営する売場面積500平方メートル規模では初の「マックスバリュエクスプレス」店舗となる）、最後まで営業していた相生店も2016年2月の改装で「マックスバリュエクスプレス」に屋号変更したことでマックスバリュ西日本運営の「ウエルマート」が消滅した。
最後まで「ウエルマート」を営業していたのはマックスバリュ東北（現・イオン東北）であった。自社で開業した秋田県と山形県の店舗に加え、2001年10月にイオン株式会社（当時）から青森県内の「ウエルマート」5店舗を継承していたが、後に閉店や改装に伴う屋号変更により「マックスバリュ」へ統一。山形県の店舗は2013年7月に東泉店が改装に伴って「マックスバリュ」へ屋号変更 され、同年11月に残りの2店舗を閉店したことにより山形県に1店舗も存在しなくなった。秋田県の店舗は一旦「マックスバリュ」に屋号変更されていたが、2009年9月の再屋号変更により復活。大仙市に2店舗（神岡店・協和店）を展開していたが、2016年5月26日に2店舗とも改装や屋号変更によってマックスバリュに転換したため、ウエルマートブランドは消滅した。